# Supernova (romanzo C.A. Higgins)
Supernova è un romanzo di fantascienza della scrittrice statunitense C.A. Higgins, edito nel 2016.
È il secondo romanzo di C.A. Higgins e prosegue la trilogia di Lightless, iniziata nel 2015 con Senza luce e proseguita nel 2017 con Radiazioni oscure.
È stato edito per la prima volta in italiano nel 2018, tradotto da Anna Lia Elisabetta Tomasich, nella collana Urania di Mondadori.

## Trama
Nel romanzo sono portati avanti tre percorsi narrativi. Il primo è un flashback relativo agli eventi subito precedenti a quanto narrato in  Senza luce e, in particolare, alle fasi finali sulla Luna dell'attentato che ha condotto alla distruzione della Terra. Nel secondo percorso, centrato sulla figura di Constance Hunter (detta la Mallt-y-Nos o la Cacciatrice), si riportano gli eventi della guerra seguita alla distruzione della Terra tra ribelli e forze del Sistema. Infine, il terzo percorso narrativo si svolge sull'Ananke e vede protagonista la nave stessa, ormai divenuta consapevole di sé, e Althea Bastet, rimasta sola a bordo.
Sull'Ananke
Althea vorrebbe dirigere Ananke, che considera sua figlia, fuori dal sistema solare, sia perché non possa essere forzata - dal Sistema o dai ribelli - a partecipare alla guerra nelle loro file, sia perché il buco nero che l'alimenta non sconvolga le orbite di lune e pianeti. Ananke, però, si ribella alla madre e decide autonomamente di invertire la rotta e andare alla ricerca di Matthew Gale, che considera suo padre, e Leontis Ivanov.
Come meccanismo di difesa, Althea insegna ad Ananke a prendere il controllo delle navi che incrociano. Tuttavia, quando ciò accade, Ananke non si limita a ciò, ma procede sistematicamente all'uccisione degli equipaggi. In un crescendo di tensione - scandito dai nomi dei capitoli che riprendono le fasi della vita di una stella che precedono l'esplosione come supernova - Althea cerca di ostacolare la nave, per essere infine integrata nei suoi circuiti contro la propria volontà.
La guerra al Sistema
Rientrata su Marte, Constance Hunter, col nome in codice di "Cacciatrice", si pone a capo delle forze ribelli ed avvia una lotta senza quartiere con ciò che resta del Sistema, il governo militare che dai pianeti terrestri governa con pugno dittatoriale la vasta umanità che ha colonizzato il sistema solare. Il piano, ideato con Leontis Ivanov, prevede la conquista di Marte, seguita da quella di Venere, Mercurio e della Luna. Per evitare, tuttavia, che truppe del Sistema presenti nel sistema solare esterno possano prendere alle spalle i rivoltosi, la Cacciatrice invia due persone fidate, Anji Chandrasekhar e Christoph, a controllare rispettivamente Giove e Urano-Nettuno. Preferisce tenere con sé, invece, Milla Ivanov, a consigliarla.
Su Marte, il primo obiettivo della Cacciatrice è una base del Sistema. Lo scontro la vede vittoriosa, aiutata dalla popolazione della vicina città di Isabellon, accorsa a sostenere lei e le sue truppe. Il successo fa crescere i suoi ranghi, cui si aggiungono delle truppe giunte dal sistema di Plutone, comandate da Arawn, e profughi dalla fascia principale, tra i quali Marisol Brahe.
Lasciato Marte, Arawn si dirige su Mercurio che conquista rapidamente per la Mallt-y-Nos, mentre questa si dirige su Venere che trova in preda ad una guerra civile. Una fazione, apertamente simpatizzante con i ribelli, si oppone ad altri che cercano di ripristinare l'ordine dopo la distruzione del Sistema. Entrambe fanno appello alla Mallt-y-Nos perché ponga fine allo scontro, ma il suo odio viscerale per il Sistema la porta a favorire i primi e a contribuire all'annientamento dei secondi. Quando Constance si rende tuttavia conto che i suoi alleati amministrano la giustizia in modo sommario e traendone vantaggio, fa giustiziare il loro leader.
È in questa situazione difficile che Constance viene inoltre informata della ribellione di Anji e Christoph, che hanno dichiarato la propria indipendenza. Christoph sembra voglia sfidarla apertamente, muovendosi in forze verso il sistema solare interno. Consapevole del rapporto di lunga data che li accomuna, decide di inviare un amico fidato, Julian Keys, a parlare con loro. Quando tuttavia si rende conto che Christoph rappresenta una minaccia che non può ulteriormente ignorare, ne ordina l'assassinio. Per giunta, il Sistema attacca Marte con un potente ordigno atomico, la cui esplosione interessa mezzo emisfero del pianeta.
Constance fa ritorno su Marte, ad Isabellon, i cui abitanti, però, la aggrediscono, uccidendo Milla Ivanov, disgustati da quanto accaduto su Venere. Per tutta risposta, la Cacciatrice ordina la distruzione della città, prima di dirigersi su Europa - che alcune voci indicano come avamposto del Sistema. Su Europa le sue truppe non trovano il Sistema, ma una popolazione che cerca, lentamente, di ripristinare un sistema di governo a vantaggio di tutti. Constance, tuttavia, non riesce a smettere di dividere gli altri in fazioni pro e contro il Sistema ed è pronta a sferrare la sua forza contro le città della luna gioviana, quando, tradita, viene consegnata alle truppe di Anji, che la portano su Titano.
Sta per essere eseguita la sua condanna a morte, quando un intervento esterno non meglio precisato interrompe la sua esecuzione.

## Critica
Molly Templeton su Tor.com apprezza l'espansione che Supernova introduce all'universo ideato da C. A. Higgins, così come i riferimenti al mito della caccia selvaggia, per come è proposto dalla mitologia gallese, per le vicende che vedono coinvolta Constance Hunter e i ribelli che l'accompagnano, così come quelli al mito della dea greca Ananke, per le vicende sulla nave omonima. Templeton apprezza inoltre il fatto che il focus della storia si sposti su Constance Hunter.
Un giudizio positivo per il romanzo è riportato anche da Sean Keane sul New York Daily News. Su Kirkus Reviews, è stato indicato tra i migliori libri di finzione del 2016. Swapna Krishna sul Los Angeles Times, invece, esprime un giudizio negativo sul romanzo, ritenendolo il peggiore della trilogia.

## Edizioni
- (EN) C.A. Higgins, Supernova, Del Rey, 2016.
- C.A. Higgins, Supernova, traduzione di Anna Lia Elisabetta Tomasich, Urania n° 1651, Milano, Arnoldo Mondadori Editore, 2018.